# Ефрем (Просянок)
Архиепи́скоп Ефре́м (в миру Рома́н Васи́льевич Просянок; 27 июня 1977, Гуково, Ростовская область) — епископ Русской православной церкви, бывший архиепископ Биробиджанский и Кульдурский.

## Биография
Родился 27 июня 1977 года в городе Гуково Ростовской области в семье рабочих. В 1994 году окончил среднюю школу с серебряной медалью. С 1994 по 1998 год учился на факультете менеджмента и информационных систем Ростовской государственной экономической академии
С 1993 года регулярно посещал храм, пел и читал на клиросе, помогал в алтаре. Поступал в Московскую духовную семинарию, не прошёл по конкурсу и с августа 1998 года по август 1999 года остался работать при Московской духовной академии вахтёром и рабочим пекарни; в 1999 году поступил на первый курс МДС.
26 марта 2004 года ректором Московских духовных школ архиепископом Верейским Евгением (Решетниковым) пострижен в монашество с именем Ефрем — в честь преподобного Ефрема Сирина. 2 мая того же года рукоположён в сан иеродиакона. В августе 2004 года зачислен на I курс Московской духовной академии, которую закончил экстерном в июне 2006 года.
5 марта 2006 года архиепископом Верейским Евгением рукоположён в сан иеромонаха. По окончании духовной академии направлен в Хабаровскую духовную семинарию. В семинарии был заведующим библиотекой, также выполнял послушания штатного клирика Преображенского кафедрального собора и ключаря Успенского собора Хабаровска.
В 2008 году в Киевской духовной академии защитил кандидатскую диссертацию по теме «Идейный смысл молитвословий и история праздника Благовещения Пресвятой Богородице». В марте 2009 года назначен секретарём Учёного совета Хабаровской духовной семинарии, с ноября того же года — проректор по научной работе, с 8 марта 2010 года — первый проректор. Вошёл в Совет ректоров вузов Хабаровского края и Еврейской автономной области.
К празднику Святой Пасхи 2009 года архиепископом Хабаровским и Приамурским Марком (Тужиковым) возведён в сан игумена. С того же года вёл телепередачу о православии «Благовест» на канале «Первое краевое телевидение». На следующий год стал ведущим еженедельной радиопередачи «Неделя» на православную тематику. В течение года с сентября 2010 был членом Общественного совета при УВД по Хабаровскому краю и экспертной группы при Антинаркотической комиссии Хабаровского края; задачей группы были выработка прогнозов и оценка эффективности антинаркотических мероприятий.

### Архиерейство
6 октября 2011 года решением Священного Синода РПЦ избран епископом Николаевским, викарием Хабаровской епархии. 30 октября митрополитом Хабаровским и Приамурским Игнатием (Пологрудовым) возведён в сан архимандрита.
С 12 по 23 декабря 2011 года слушал двухнедельные курсы повышения квалификации для новоизбранных архиереев Русской православной церкви в Общецерковной аспирантуре и докторантуре имени святых равноапостольных Кирилла и Мефодия. 27 декабря Священный Синод принял решение о назначении его епископом Бикинским, викарием Хабаровской епархии.
31 декабря 2011 года в Тронном зале Храма Христа Спасителя в Москве наречён во епископа Бикинского, викария Хабаровской епархии. Чин наречения совершили патриарх Кирилл, епископ Брянский и Севский Александр (Агриков), епископ Солнечногорский Сергий (Чашин), епископ Подольский Тихон (Зайцев), епископ Воскресенский Савва (Михеев).
28 января 2012 года в московском храме преподобного Пимена Великого в Новых Воротниках хиротонисан во епископа Бикинского, викария Хабаровской епархии. Хиротонию совершили патриарх Кирилл, митрополит Саранский и Мордовский Варсонофий (Судаков), митрополит Хабаровский и Приамурский Игнатий (Пологрудов), архиепископ Истринский Арсений (Епифанов), епископ Аркадий (Афонин), епископ Солнечногорский Сергий (Чашин), епископ Николаевский Аристарх (Яцурин).
5 мая 2015 года решением Священного Синода назначен правящим архиереем Биробиджанской епархии с титулом «Биробиджанский и Кульдурский».
4 декабря 2017 года в соответствии с новым Положением о наградах, как епархиальный архиерей города и области, не входящих в митрополию, возведён патриархом Кириллом в сан архиепископа.
В марте 2021 года его указ о освобождении, «в связи с осуждением в Центральном районном суде г. Хабаровска» (мотивировка указа), протоиерея Андрея Винарского, клирика Биробиджанской епархии, арестованного в Хабаровске на 20 суток за участие в акции в поддержку Навального, — от настоятельства в двух приходах епархии вызвал резонанс в средствах массовой информации (хотя данное освобождение было связано с нарушением священником своей присяги).
В июле 2022 года, на фоне вторжения России на Украину, как «поддержавший агрессию России против Украины», был внесён ФБК в список разжигателей войны состоящий из лиц которые «используют свои религиозные организации для пропаганды агрессии и массового убийства», с предложением введения против него международных санкций.
Постановлением Священного Синода от 12 марта 2024 года освобождён от управления Биробиджанской епархией. Местом пребывания архиепископу Ефрему определён Иверский мужской монастырь г. Ленинск-Кузнецка под надзором митрополита Кемеровского и Прокопьевского Аристарха.

## Награды
- набедренник и Наперсный крест (21 сентября 2006)
- медаль святителя Иннокентия, митрополита Московского и Коломенского (К Пасхе 2007, «во внимание к миссионерским трудам в Хабаровской епархии»)
- Патриаршая грамота (июнь 2010; «во внимание к трудам в Хабаровской духовной семинарии»)
- Знак отличия «За заслуги перед Еврейской автономной областью» I степени (18 мая 2022)

## Публикации
- Традиции отечественной педагогики в воспитании духовности: доклад на Межрегиональной научно-практической конференции «Воспитание духовности как процесс обретения смысла жизни ребенком». Хабаровск, 25-26 октября 2007 г. // Воспитание духовности в контексте современных проблем воспитания: сборник научных статей по материалам краевой научно-практической конференции «Воспитание духовности как процесс обретения смысла жизни ребенком» / под общей ред. В. Н. Андреева, К. Г. Столыпиной. — Хабаровск: ХК ИППК ПК, 2008. — 118 с. — С. 57-61.
- Тропарь, кондак и молитва святому мученику Иоанну (Попову) // Труды Хабаровской духовной семинарии: Ежегодник. 2007 год. — Хабаровск: Хабаровская духовная семинария, 2008. — 864 с. — С. 42-48.
- Благовещение Пресвятой Богородице и Приснодеве Марии: событие Священной Истории и название праздника // Труды Хабаровской духовной семинарии: Ежегодник. 2007 год. — Хабаровск: Хабаровская духовная семинария, 2008. — 864 с. — С. 49-56.
- Современная церковно-научная литература в региональном библиотечно-информационном пространстве: доклад на IV региональной научно-практической конференции «Развитие библиотечно-информационного пространства на Дальнем Востоке и высшее библиотечное образование». Хабаровск, 24-27 апреля 2007 г. // Вестник ДВГНБ. — 2007. — № 2 (35). — Апрель-июнь. — С. 205—208.
- Учебно-методический комплекс по дисциплине «Церковнославянский язык»: 1-2 курс // Труды Хабаровской духовной семинарии: Ежегодник. 2007 год. — Хабаровск: Хабаровская духовная семинария, 2008. — 864 с. — С. 741—770.
- Учебно-методический комплекс по дисциплине «Литургика»: 3 курс // Православная религиозная организация — учреждение высшего профессионального религиозного образования Русской Православной Церкви «Хабаровская духовная семинария». — Хабаровск, 2008.
- Вклад Православной Церкви в созидание библиотек на Руси // Вестник ДВГНБ. — 2008. — № 3 (40). — С. 62-73.
- Святыни приходят в Хабаровск // Православный вестник Приамурья. 2009. — № 2 (97). — С. 2-3.
- Икона «нестеровского» круга в Хабаровской духовной семинарии // Словесница искусств. 2009. — № 23. — С. 67-68.
- Хабаровская духовная семинария // Время и события: календарь-справ. по Дальневост. федер. окр. на 2010 г. / Дальневост. гос. науч. б-ка; [сост. и ред. Г. А. Бутрина; авт. Г. А. Бутрина и др.] — Хабаровск: ДВГНБ, 2009. — С. 149—151.
- Новая школа и вечные ценности // Новой школе — новое качество: материалы по итогам I Международного конгресса. Хабаровск: МАУ ЦРО, 2010. — С. 47-55.
- Православные ресурсы сети Интернет как источник знаний о семье, здоровье и воспитании // Не попадись в паутину. Из опыта работы по профилактике девиантного поведения подростков. — В надзаг.: Администрация города Хабаровска. — Хабаровск, 2010. — С. 71-75.
- Научная информация о православной культуре в сети Интернет // Библиотеки в современном мире образования: материалы регион. науч.-практ. конф., 20-21 окт. 2009 г. / Дальневост. гос. гуманитар. ун-т, Хабар. краев. ин-т развития образования; гл. ред. И. А. Сочелина. — Хабаровск: Изд-во ДВГГУ, 2010. — 152 с.
- О задачах духовно-нравственного воспитания в условиях реализации новых образовательных стандартов // Образование на Дальнем Востоке: теория и практика. 2010. — № 2 [Электронный ресурс]. — Электрон. статьи. — Хабаровск: Хабаровский краевой институт развития образования, 2010.
- «Блаженное чрево»: история Хабаровской иконы Божией Матери // Словесница искусств. 2011. — № 1 (27). — С. 64-68.
- Взаимодействие государства и религиозных организаций в образовательной сфере // Духовно-нравственное воспитание в системе образования и в семье: сборник статей научно-практической конференции. Хабаровск, 26 апреля 2011 г. / под общ. ред. О. В. Авдошкиной, Е. А. Дидур. — Хабаровск: ХК ИРО, 2011. — С. 62-68.
- Повышение роли воспитания студенческой молодежи в условиях реализации новых образовательных стандартов // Проблемы высшего образования: материалы международной науч.-метод. конф., Хабаровск, 16-18 марта 2011 г. / под ред. Т. В. Гомза. — Хабаровск: Изд-во Тихоокеан. гос. ун-та, 2011. — С. 17-20.
- Взаимодействие государства и религиозных организаций в образовательной сфере // Аргументы времени [Журнал Союза ветеранов госбезопасности по Дальневосточному региону]. 2012. — № 3 (16). — С. 60-62.
- К вопросу о сотрудничестве людей веры и людей науки // Проблемы высшего образования: материалы международной науч.-метод. конф., Хабаровск, 10-12 апреля 2013 г. / под ред. Т. В. Гомза. Хабаровск: Изд-во Тихоокеан. гос. ун-та, 2013. — С. 35-36.
- Приобщение подрастающего поколения к культурной традиции в системе образования // Образование на Дальнем Востоке: теория и практика. 2013. — № 1 [Электронный ресурс]. Электрон. публикации и статьи. Хабаровск: Хабаровский краевой институт развития образования. — С. 77-81.
- Солидарное общество и будущее российского народа // Аргументы времени [Журнал Союза ветеранов госбезопасности по Дальневосточному региону]. 2013. — № 4 (21). — С. 45-47.
- Взаимодействие государственных и религиозных образовательных учреждений в сфере духовно-нравственного воспитания // Законность, правопорядок, духовность — парадигма XXI века : материалы международной научно-практической конференции (Хабаровск, 6 декабря 2012 г.) / науч. ред. В. В. Кулыгин ; РПА Минюста России, Дальневосточный (г. Хабаровск) филиал. — М.: РПА Минюста России, 2013. — С. 33-40.
- Собор как школа повышения квалификации архиереев // Информационно-аналитическая служба «Русская народная линия», 09.12.2017
- Потенциал православного краеведения в формировании у обучающихся личностных результатов освоения основной образовательной программы // Педагогический вестник ЕАО. 2021. — № 1. Биробиджан, 2021. — С. 36-41.
- Формирование активной жизненной позиции школьника в условиях реализации ФГОС // Развитие человеческого потенциала системы образования для общества знаний : Сборник материалов V научно-практической конференции с международным участием, Биробиджан, 30 октября 2021 года / Под общей редакцией Н. Ю. Абраменко. — Биробиджан: Приамурский государственный университет им. Шолом-Алейхема, 2022. — С. 157—161.
  - Формирование активной жизненной позиции школьника в условиях реализации ФГОС // Траектория образования. — 2022. — Т. 1, № 2. — С. 3-9.
- Культурологический потенциал изучения церковнославянского языка // К 350-летию со дня рождения Петра I: секулярный мир и религиозность: сборник научных статей, докладов и сообщений Регионального этапа XXX Международных Рождественских образовательных чтений (8-11 декабря 2021 г.) / под ред. Д. Н. Нестеренко. — Чебоксары: ИД «Пегас», 2022. — С. 63-65.